# Iridescence
Iridescence (estilizado como iridescence) é o quarto álbum de estúdio da boy band norte-americana Brockhampton, lançado em 21 de setembro de 2018 pela Question Everything, Inc. and RCA Records. É a primeira parte da trilogia The Best Years of Our Lives. O álbum auto-produzido foi gravado no Abbey Road Studios, em Londres, bem como o próprio estúdio do grupo no Havaí. É a estréia de sua gravadora principal, assim como seu primeiro álbum desde a saída de Ameer Vann, após alegações de abuso sexual.

## História
Em 14 de dezembro de 2017, o Brockhampton anunciou seu quarto álbum de estúdio, Team Effort, previsto para lançamento em 2018, mas em março de 2018, eles anunciaram que o Team Effort tinha sido adiado indefinidamente, e que eles lançariam seu quarto álbum em meados de 2018. Na semana seguinte, eles anunciaram através das mídias sociais que haviam assinado um contrato com a gravadora RCA Records, da Sony. Puppy também foi atrasado após alegações de abuso sexual contra um dos membros fundadores, Ameer Vann. Em 27 de maio, Brockhampton anunciou que Vann não faria mais parte do grupo e cancelou o restante das datas de sua turnê. Brockhampton disse que "nos mentiram" quanto a situação.
Após a saída de Vann, em 20 de junho, a banda apareceu no The Tonight Show com Jimmy Fallon tocando "Tonya", acompanhado pelos vocalistas convidados Jazmine Sullivan, Ryan Beatty e Serpentwithfeet, além de revelar o novo título de seu próximo álbum, The Best Years of Our Lives. No mês seguinte, o grupo anunciou um programa de rádio do Beats 1, Things We Lost in the Fire Radio, onde eles lançariam uma trilogia de singles, "1999 Wildfire", "1998 Truman" e "1997 Diana", lançados em julho de 2018.
O álbum foi gravado no Abbey Road Studios em 2018, com mais gravações sendo realizadas na estúdio do Brockhampton, no Havaí. Kevin Abstract disse em seu Twitter que o álbum foi inspirado por Kid A.

## Lista de Faixas
Créditos adaptados do website oficial do grupo.
| Iridescence    |                       | |                                                         |         |  |
| N.º            | Título                | Compositor(es) | Produtor(es)                                            | Duração |  |
| 1.             | "New Orleans"         | Dominique Simpson Kevin Abstract Ciarán McDonald Matthew Champion Russell Boring William Wood Romil Hemnani Jabari Manwarring | Hemnani Russell "Joba" Boring Jabari Manwa Bearface     | 4:03    |  |
| 2.             | "Thug Life"           | I. Simpson McDonald D. Simpson Hemnani Boring Manwarring                                                                      | Hemnani Joba Bearface Manwa                             | 2:03    |  |
| 3.             | "Berlin"              | McDonald D. Simpson Champion I. Simpson Boring Hemnani Manwarring                                                             | Hemnani Joba Manwa Dom McLennon Kevin Abstract Bearface | 3:19    |  |
| 4.             | "Something About Him" | I. Simpson Isaiah Merriweather Hemnani Manwarring                                                                             | Kiko Merley Hemnani Manwa                               | 1:34    |  |
| 5.             | "Where the Cash At"   | Wood Champion Manwarring Hemnani Boring I. Simpson                                                                            | Manwa Hemnani Joba Abstract                             | 1:55    |  |
| 6.             | "Weight"              | I. Simpson Boring D. Simpson Hemnani Manwarring                                                                               | Hemnani Abstract Joba Manwa                             | 4:20    |  |
| 7.             | "District"            | I. Simpson Wood Boring McDonald D. Simpson Champion Hemnani Manwarring                                                        | Hemnani Joba Bearface Manwa                             | 3:32    |  |
| 8.             | "Loophole"            | Hemnani | Hemnani                                                 | 0:53    |  |
| 9.             | "Tape"                | I. Simpson Boring Champion D. Simpson Hemnani                                                                                 | Hemnani Joba                                            | 3:29    |  |
| 10.            | "J'Ouvert"            | Champion Wood Boring McDonald Manwarring Hemnani James Charles Marcus James                                                   | Manwa Hemnani Joba                                      | 3:54    |  |
| 11.            | "Honey"               | I. Simpson Wood D. Simpson Champion Hemnani Manwarring Merriweather Beyoncé Knowles Christoper Stewart Terius Nash            | Hemnani Abstract Manwa Merley                           | 3:15    |  |
| 12.            | "Vivid"               | Champion D. Simpson McDonald I. Simpson Merriweather Hemnani Manwarring                                                       | Merley Hemnani Manwa Bearface                           | 2:24    |  |
| 13.            | "San Marcos"          | Champion I. Simpson McDonald D. Simpson Boring Hemnani Merriweather Manwarring                                                | Bearface Hemnani Merley Abstract Joba Manwa             | 4:47    |  |
| 14.            | "Tonya"               | McDonald I. Simpson Boring D. Simpson Wood Hemnani Manwarring Josiah Wise                                                     | Hemnani Joba McLennon Manwa Bearface                    | 4:43    |  |
| 15.            | "Fabric"              | I. Simpson D. Simpson Wood Boring McDonald Hemnani Manwarring                                                                 | Hemnani Abstract Manwa McLennon                         | 4:38    |  |
| Duração total: | Duração total:        | Duração total: | Duração total:                                          | 48:49   |  |